# Lech (rijeka)
Lech (lat. Licus) je rijeka u Austriji i Njemačkoj, desna pritoka rijeke Dunav, duga 255,3 km.

## Karakteristike
Lech izvire u austrijskom Vorarlbergu, na južnim obroncima najviše planine Vorarlberga - Rote Wand.
Od izvora teče 12 km u pravcu sjeverozapada do Tirola gdje teče dodatnih 78 km do njemačkog Füssena zatim u istom pravcu teče kroz Bavarsku do ušća u Dunav nedaleko od Ingolstadta.
Rijeka ima sliv velik 3926 km2, koji se proteže po Vorarlbergu, Tirolu i Bavarskoj, dok u Austriji ima karakter tipičnog planinskog brzaka, u Njemačkoj je mirna ravničarska rijeka.
Dio korita rijeke južno od Augsburga je zaštićeni prostor bara i vriština (Lechtalhaiden) velike biološke raznolikosti.
Rijeka je posebno atraktivna kod Füssena, gdje je pregrađena branama visokim i do 7 metara, pa ima kaskade i najveći njemački vodopad Lechfall, koji iako nije prirodni, privlači velik broj turista.
Dolina rijeke poslužila je književnici Wilhelmini von Hillern za roman Dolina lešinara (Die Geier-Wally) 1873., a roman je kasnije uzet kao osnova za pisanje libreta za operu Dolina (La Wally).

## Vanjske poveznice
|  | Zajednički poslužitelj ima još gradiva o temi Lech (rijeka) |

- (njem.) Die Lech na portalu Austria-Forum